# Света Троица (Касандрино)
Вижте пояснителната страница за други значения на Света Троица.
„Света Троица“ (на гръцки: Άγια Τριάδα) е късносредновековна православна църква, разположена в село Касандрино на полуостров Касандра.

## История
Църквата е бивша катакомба. В нея има частично запазени ценни стенописи от XVII век, които в по-голямата си част са варосани. До построяването „Света Анастасия“ в 1867 година служи като енорийски храм. Забележителна е иконата на Света Троица от 1834 година, дело на галатищки зограф.
В двора на църквата има необичаен за Халкидика каменен кръст с надпис „1887 Μαΐου 2“, който е свързан с бежанците от Кулакия, при опустошаването на паланката от наводнение на Вардар в началото на 80-те години на XIX век.
В 1985 година църквата е обявена за паметник на културата.